# بوهیمیا (نیویورک)
بوهیمیا (به انگلیسی: Bohemia) یک منطقهٔ مسکونی در ایالات متحده آمریکا است که در شهرستان سافک، نیویورک واقع شده‌است. بوهیمیا ۲۲٫۷ کیلومتر مربع مساحت و ۱۰٬۱۸۰ نفر جمعیت دارد و ۲۰ متر بالاتر از سطح دریا واقع شده‌است.